# Anella Científica
L'Anella Científica és una xarxa de telecomunicacions acadèmica catalana que connecta unes 80 institucions d'R+D+I, amb una infraestructura redundada gestionada pel Consorci de Serveis Universitaris de Catalunya. Ofereix connectivitat de 100 Gbps i serveis addicionals, i està connectada a RedIRIS i altres xarxes internacionals, facilitant la col·laboració en projectes globals.
El troncal de la xarxa utilitza connexions òptiques a 100 Gbps i Ethernet, amb la xarxa Giganet d'Orange per redirigir el tràfic en cas d'incidències. El protocol BGP assegura redundància tant en connexions internes com externes.
Des de la seva creació el 1993, l'Anella Científica ha passat per diverses renovacions tecnològiques, des de DQDB a ATM, fins a Gigabit Ethernet i, més recentment, a 100 Gbps amb nous equips òptics. Aquesta evolució li ha permès expandir-se de 6 a més de 80 punts d'accés en 25 anys.
Les connexions de l'Anella varien entre 10 Gbps i 100 Mbps, amb opcions de fibra o radioenllaç, i en casos específics també es poden proporcionar accessos ADSL o SHDSL segons la ubicació geogràfica de la institució. Les institucions que poden adherir-se a la xarxa inclouen universitats, organismes de recerca, centres tecnològics, hospitals sense ànim de lucre i altres entitats d'interès científic i tecnològic.
A més, l'Anella Científica ofereix serveis addicionals com DNS, accés directe a Internet, mitigació d'atacs DDoS, circuits dedicats i eines de monitoratge per a la gestió i millora del rendiment de la xarxa, incloent proves de velocitat, diagnosi i detecció d'anomalies.